# Carlos D. Shelden

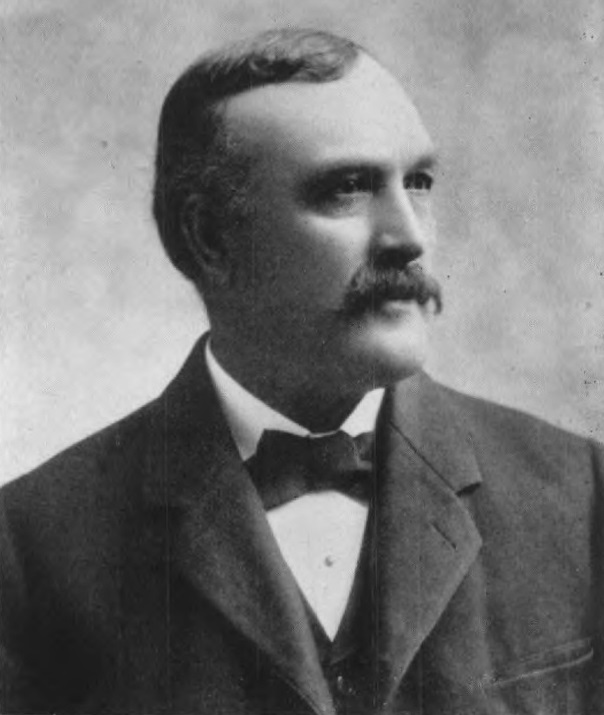
Carlos D. Shelden, 1900

Carlos Douglas Shelden (* 10. Juni 1840 in Walworth,  Walworth County, Wisconsin; † 24. Juni 1904 in Houghton, Michigan) war ein US-amerikanischer Politiker. Zwischen 1897 und 1903 vertrat er den Bundesstaat Michigan im US-Repräsentantenhaus.

## Werdegang
Im Jahr 1847 kam Carlos Shelden mit seinen Eltern in das Houghton County in Michigan. Er besuchte die Union School in Ypsilanti. Während des Bürgerkrieges war Shelden Hauptmann einer Infanterieeinheit aus Michigan, die dem Heer der Union unterstand. Nach dem Krieg zog er nach Houghton, wo er im Bergbau und auf dem Immobilienmarkt tätig wurde. Gleichzeitig begann er als Mitglied der Republikanischen Partei eine politische Laufbahn.
Im Jahr 1892 wurde Shelden in das Repräsentantenhaus von Michigan gewählt; 1894 wurde er Mitglied des Staatssenats. Bei den Kongresswahlen des Jahres 1896 wurde er im zwölften Wahlbezirk von Michigan in das US-Repräsentantenhaus in Washington, D.C. gewählt, wo er am 4. März 1897 die Nachfolge von Samuel M. Stephenson antrat. Nach zwei Wiederwahlen konnte er bis zum 3. März 1903 drei Legislaturperioden im Kongress absolvieren. In diese Zeit fiel der Spanisch-Amerikanische Krieg von 1898.
Im Jahr 1902 wurde Carlos Shelden von seiner Partei nicht mehr für eine erneute Wiederwahl nominiert. Er starb am 24. Juni 1904 in Houghton, wo er auch beigesetzt wurde.